# A Tale of Two Worlds
A Tale of Two Worlds is een Amerikaanse dramafilm uit 1921 onder regie van Frank Lloyd. Destijds werd de film in Nederland uitgebracht onder de titel Tusschen twee werelden.

## Verhaal
Ah Wing redt een blank meisje tijdens de Bokseropstand. Hij noemt haar Sui Sen en voedt haar op als een Chinees meisje. De slavenhandelaar Ling Jo heeft zijn zinnen gezet op Sui Sen. Ah Wing schenkt haar weg aan Ling Jo in ruil voor een waardevolle scepter. Ze wordt gered door Robert Newcombe, een verzamelaar van curiosa.

## Rolverdeling
| Acteur           | Personage           |
| ---------------- | ------------------- |
| J. Frank Glendon | Robert Newcombe     |
| Leatrice Joy     | Sui Sen             |
| Wallace Beery    | Ling Jo             |
| E. Alyn Warren   | Ah Wing             |
| Margaret McWade  | Bediende            |
| Togo Yamamoto    | Eenoog              |
| Yutaka Abe       | Worm                |
| Louie Cheung     | Chinees             |
| Chow Young       | Slavin              |
| Etta Lee         | Ah Fah              |
| Ah Wing          | Spion               |
| Goro Kino        | Liergast            |
| Arthur Soames    | Dokter Newcombe     |
| Edythe Chapman   | Mevrouw Newcombe    |
| T.D. Crittenden  | Mijnheer Carmichael |
| Irene Rich       | Mevrouw Carmichael  |